# Rörgrundgrynnorna
Rörgrundgrynnorna är tre öar i Finland. De ligger i den ekonomiska regionen  Sydösterbotten och landskapet Österbotten, i den sydvästra delen av landet, 300 km nordväst om huvudstaden Helsingfors.
Rörgrundgrynnorna har Rörgrund i norr, Morosgrund och Reikaren i väster, Nordanhällorna och Slantstenen i öster samt de mindre öarna Jåpasbådan, Västra hällorna och Östra hällorna i söder. Det finns vägförbindelse mellan de tre Rörgrundgrynnorna och Rörgrund.